# Pozo Figaredo
El pozo Figaredo es una emblemática explotación de carbón ya clausurada situada en el concejo asturiano de Mieres, España. Es en realidad la unión de dos minas diferentes, el Pozo San Vicente y el pozo San Inocencio. 

## Historia
El pozo está situado en la población de Cortina, en la parroquia mierense de Figaredo. Juan Inocencio Fernández Martínez de Vega (más tarde cambió su nombre por Ignacio Figaredo), ascendente de Rodrigo Rato Figaredo, se encargó de la empresa de su padre que explotaba diferentes concesiones mineras en el Valle de Turón. Gracias a su éxito empresarial y el rendimiento de las minas, llegaría a la élite económica y política del Principado. 
En 1871 se instala en sus vías un moderno sistema de transporte, “tranvía de Coto Paz”, para llevar el carbón hasta el cargadero del FC del Norte. También modernizó las explotaciones con un lavadero mecánico y batería de coque. Su estirpe se hizo con numerosas industrias mineras y acabarían fundado el Banco de Oviedo y el Gijonés de Crédito. En 1932 queda constituida la empresa Minas de Figaredo SA. Hasta entonces la explotación del carbón se hacía de forma horizontal en la montaña. Con la constitución de la empresa comienza la profundización en vertical del pozo San Vicente, que llegó a alcanzar los 500 metros bajo la superficie. Más tarde se profundiza San Inocencio y se amplían significativamente durante la década de 1950. Tenían su propio cargadero de carbón en Santullano, cerca de la villa de Mieres, para llevar su carbón hasta la Fábrica de armas de Trubia. 
La empresa entró en crisis en 1978 ante la falta de modernización, dando lugar a numerosos conflictos con los trabajadores que llegarían a trasladarse a las calles de Madrid al año siguiente. Pasó a depender del Instituto Nacional de Industria en 1980 y hasta 1997 no se integraría en Hunosa, siendo la última mina hullera asturiana en hacerlo. Echó el cierre en 2007, recolocando en otras explotaciones a sus trabajadores. En 2016, realizando una inspección en la zona de escombrera de cara a un nuevo proyecto económico para aprovechamiento forestal por parte de Hunosa, se encontraron unos restos arqueológicos.

## Descripción
En el recinto se hallan numerosos restos testimonio de la actividad que se desarrolló en el entorno durante décadas. Los restos conservados más antiguas datan de 1902. Destacan algunos de sus bienes:
- Socavón I: bocamina construida a base de sillares a través de la cual se accedía a la montaña.
- Socavón II: construido con ladrillo macizo, conserva la vía de acceso para vagonetas.
- Casa de máquinas alojaba la potente máquina de extracción. Su interior, amplio, iluminado y diáfano, se sostienen mediante un gran juego de vigas y arcos parabólicos. Forma un conjunto de edificios racionalistas junto con las oficinas, compresores, etc.
- Castillete y pabellón de embarque: mide 40 metros de altura, uno de los más altos de Asturias, construido en acero laminado y soldado.
- Torre de extracción: la potente torre de extracción es una de las cuatro que se conservan en los valles mineros de Asturias (junto con Santa Eulalia, Mosquitera y Santiago). Mide 48 metros de altura y su maquinaria es de la casa Siemens.
- Chimenea de las baterías de coque:  Chimenea cilíndrica de perfil troncopiramidal, de composición nervada coronada por anillo. Permitía la evacuación de humos del proceso de coquización.

En el entorno se conserva además numeroso patrimonio social como viviendas para trabajadores y el chalet de Figaredo, construido por el arquitecto Enrique Bustelo.